# Gisulfo II del Friuli
Gisulfo II del Friuli, noto anche come Gisolfo (... – 611), fu duca del Friuli dal 590 circa al 610 circa.

## Biografia
Figlio di Gisulfo I del Friuli, apparteneva alla stirpe dei Gausi. Inizialmente oppositore di re Agilulfo, nel 603 si riconciliò con il sovrano. Intervenne nelle questioni relative al patriarcato di Aquileia, allora investito dallo Scisma tricapitolino. Nel 607 il patriarcato fu scisso tra due patriarchi: uno, aderente allo scisma, legato ai Longobardi e l'altro, che risiedeva a Grado, vicino ai Romani e fedele a Roma. Gisulfo sostenne l'elezione a patriarca del tricapitolino Giovanni in opposizione al cattolico Candidiano.
Pochi anni dopo, probabilmente nel 610, Gisulfo dovette affrontare un'invasione degli Avari. Agilulfo non intervenne: probabilmente lasciò che gli Avari attaccassero un duca che perseguiva una politica filo-romana. Nonostante il grande valore mostrato in battaglia, secondo Paolo Diacono, lo scontro volse a favore degli invasori, numericamente superiori.
(Paolo Diacono, Historia Langobardorum, IV, 37)
La capitale del ducato, Cividale, tuttavia, resistette, anche se cadde poco più tardi a causa del tradimento della moglie di Gisulfo, Romilda.

## Discendenza
Da Romilda aveva avuto otto figli: quattro maschi (Caco e Tasone, Radoaldo e Grimoaldo) e quattro femmine (Appa, Gaila, andata in sposa a Garibaldo II di Baviera, Gisulfa e un'altra della quale nemmeno Paolo Diacono ricorda il nome). Gli successero Caco e Tasone.